# Contos Crioulos II
Contos Crioulos II (em francês Contes Créoles II) é um livro que compila registros da tradição oral contada no século XIX em língua crioula da Martinica. A transcrição desses registros foi feita por Lafcárdio Hearn entre 1887-1889, mas publicada somente em 2001.

## História
Um editor francês, Charles Garnier, pediu à Lafcádio Hearn, no início do século XX, por contos japoneses, mas Hearn acabou fazendo outra proposta e enviou um pequeno caderno contendo textos originais em língua crioula da Martinica. No entanto ele morreu logo depois e somente após três décadas um livro póstumo foi lançado, intitulado Trois fois bel conte, com textos originais de seis contos, tendo sido publicado e traduzido na França. Em 1988, depois de quase cinquenta anos, Sukehiro Hirakawa (Professor da Universidade de Tóquio) descobriu com um dos descendentes de Lafcádio, um caderno com a transcrição em crioulo da Martinica intitulado: Contes créoles (N°2). Dez anos depois, Louis Solo Martinel, que é originário da Martinica, veio a Tóquio, em 1996, como estudante de literatura comparada para obter a opinião do professor Hirakawa sobre a tese que vinha escrevendo sobre Trois fois bel conte de Hearn. Ele então decifrou os oito contos transcritos nesse caderno e iniciou a tradução francesa, que foi publicada somente em 2001 por uma editora caribenha, Ibis Rouge, sob o título Contes Créoles II.
A história dessa edição durou, portanto, quase cem anos. Mas Contes Créoles II e Trois fois bel conte são importantes, pois documentam os contos populares que circularam na Martinica no final do século XIX e registram a tradição oral da cultura crioula e sua língua, mesmo com alguns erros na transcrição de Hearn, que foram corrigidos por Martinel.